# Trường Hậu bổ (Hà Nội)
Trường Hậu bổ, Hà Nội (tiếng Pháp: École des aspirants-mandarins, École d'Apprentis Mandarins hoặc École des fonctionnaires indigènes) là một cơ sở đào tạo viên chức hành chánh ở Hà Nội vào thời Pháp thuộc.

## Lịch sử

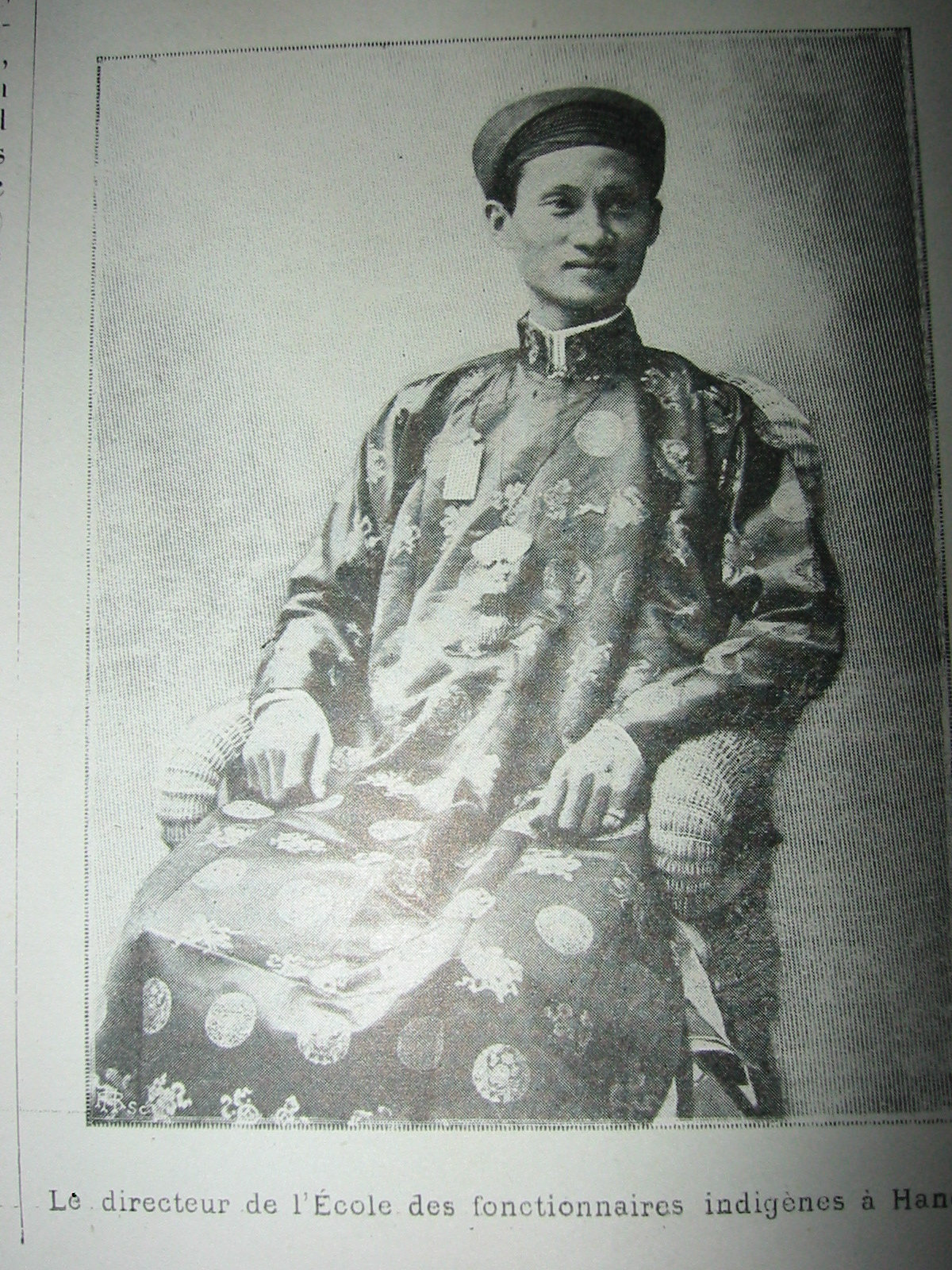
Giám đốc Trường Hậu bổ Hà Nội, 1903.

Trường được thành lập ngày 20 Tháng Sáu năm 1903 theo nghị định của Thống sứ Bắc Kỳ để tập cho các sĩ tử nhà Nguyễn đã thi đỗ cử nhân nhưng còn đợi bổ nhiệm vào chức ngạch. Những người đỗ tú tài cùng các ấm sinh cũng có thể ghi danh nhập học nếu xong được lớp dự bị và qua được đợt thi khảo hạch. Trong thời gian ba năm ở trường Hậu bổ họ học thêm tiếng Pháp cùng một số kiến thức về phép cai trị, đo đạc để ứng dụng khi vào nhiệm sở. Trước khi hết khóa thì lại thi một kỳ nữa, ai điểm cao thì bổ làm tri huyện, thấp thì làm giáo thụ v.v, hàng thất và bát phẩm.
Năm 1912 Trường Hậu bổ Hà Nội đổi thành Trường Sĩ hoạn (École des Mandarins) với phần Hán học đơn giản hơn. Trong khi đó ở Huế thì lập Trường Hậu bổ (Huế) từ năm 1911 tiếp nhận các sĩ tử muốn trau giồi thêm để bổ vào ngạch. Năm 1915 Bắc Kỳ bỏ khoa cử và hai năm sau, năm 1917 Trường Sĩ hoạn cũng bị giải thể. Thay vào đó là Trường Pháp chính Đông Dương (École de Droit et d'Administration) làm nơi đào tạo công chức theo ngạch Tây.
Một vị giáo sư nổi tiếng từng dạy ở trường Hậu bổ là thủ tướng Trần Trọng Kim.

## Vị trí
Địa điểm trường Hậu bổ Hà Nội là nay là trường trung học cơ sở Ngô Sĩ Liên ở phố Hàm Long, Hà Nội, phía nam Hồ Gươm.

## Đề tài văn chương
Nhà thơ Tản Đà đã cố thi vào trường Hậu bổ hai lần nhưng hỏng thi vì không có tiền đút lót nên ông làm bài thơ như sau:
Mỗi năm Hậu-bổ một lần thi
Năm ngoái, năm xưa tớ cũng đi
Cử, tú, ấm-sinh vài chục kẻ
Tây, Ta, Quốc-ngữ bốn năm kỳ
Đĩa nghiên, lọ mực, bìa bao sách
Thước kẻ, đanh ghim, ngọn bút chì
Lại đến O-ran là bước khó
Mình ơi, ta bảo: "có thi thì..."